# Erythrodiplax nivea
Erythrodiplax nivea – gatunek ważki z rodziny ważkowatych (Libellulidae). Występuje na terenie Ameryki Południowej.